# Grand Margaret Island Ensana Health Spa Hotel
A Grand Margaret Island Ensana Health Spa Hotel (korábban Danubius Grand Hotel Margitsziget) Budapesten, a Margit-szigeten található. A szálloda jelenleg a Danubius Hotels Group szállodalánc Ensana márkanevet viselő gyógyszállodája, eredetileg Margitszigeti Nagyszálló néven volt ismert.

## Elhelyezkedése
A Grand Hotel a Margit-sziget északi végén, a Zielinski Szilárd sétányon található, a Szent Mihály-kápolna és a Japánkert között.

## Története
A neoreneszánsz stílusú Nagyszálló Ybl Miklós tervei alapján épült 1873-ban. 1926-ban Wälder Gyula tervei alapján szanatóriumi szárnyépülettel egészítették ki.
A szálloda patinás történelmi épülete, kifinomult belső kialakítása és eleganciája békebeli, arisztokratikus hangulatot sugároz a mai napig. Megnyitása óta számos híresség, művész, politikus, író és újságíró fordult meg itt.
A szálloda 1985–1987 között teljes felújításon esett át, a főépület az eredeti stílusához illeszkedő új homlokzatot kapott, és visszakapta a sátortetőt is. A Danubius Hotels tíz évre névhasználati szerződést kötött a Ramada szállodalánccal, így Ramada Grand Hotelként nyitott meg. A szálloda a jelenleg használt nevét 2019-ben kapta.
A négy csillagos szállodát földalatti folyosó köti össze a szomszédban 1979-ben megnyílt gyógy-wellness szállodával, az Ensana Thermal Margitsziget szállodával, ahol kényeztető relaxációs masszázsok és frissítő wellness kezelések is várják a vendégeket. A két szálloda szolgáltatásai kiegészítik egymást, hiszen mindkettő az Ensana szállodalánc tagja. A szálloda saját étteremmel, drinkbárral, kávézóval és sörözővel is rendelkezik. Legutóbb 2000-ben és 2019-ben újították fel.